# Mbirikpa
Mbirikpa (ou Mbiripkwa) est un village du Cameroun situé dans le département du Donga-Mantung et la Région du Nord-Ouest, à proximité de la frontière avec le Nigeria. Il fait partie de la commune de Nwa.

## Démographie
Lors du recensement de 2005, 1424 habitants y ont été dénombrés, dont 719 hommes et 705 femmes. Ceux-ci habitent dans les quartiers de Mvenblanh, Mbang, Mfumzab et Quii. La majorité des habitants font partie du clan Mbaw. 

## Histoire
En 1929, une mission baptiste est arrivée à Mbirikpa, mais est partie de là dans les environs de 1933, n'ayant pas réussi à implanter la chrétienté dans la région.

## Agriculture et élevage
L'agriculture est importante à Mbirikpa. Parmi les plantes cultivées, on trouve du maïs, des plantains, des bananes, du sorgho, des fèves, du soya, du manioc, des pommes de terre, du taro, des palmiers à huile, des papayes, des oranges, du riz et du café Robusta. Par contre, on y fait surtout de l'agriculture de subsistance, avec des outils rudimentaires.
L'élevage est peu développé à Mbirikpa. Cependant, partout dans la commune, on élève des chèvres, des moutons, des porcs, des cochons d'Inde, des poules et des lapins.

## Éducation
Il y a une école primaire publique à Mbirikpa, GS Mbirikpa. Celle-ci a été fondée en 2003. 156 enfants y étudiaient pendant l'été 2011 (moment où les données ont été récoltées), tandis que trois maître-parents et un enseignant contractuel y travaillaient. 70 table-bancs formaient les équipements de salle de classe de l'école. Les deux bâtiments de l'école sont en bon état. Celle-ci possède des latrines et une poubelle. Une association parents-enseignants existe.

## Santé
Il n'y a pas de centre de santé à Mbirikpa.
Entre 1995 et 1998, il y a eu une épidémie de dysenterie sanguine à Mbirikpa et dans toute la pleine Mbaw. Celle-ci était due à la consommation d'eau de mauvaise qualité, et causa la mort de 1 500 personnes.

## Eau et ressources énergétiques
Il n'y a pas de source d'eau sanitaire à Mbirikpa. Les habitants du village s'approvisionnent donc à des sources souterraines, avec de l'eau s'écoulant sur des rochers, ou d'autres manières. Par contre, l'eau récoltée a une couleur, une odeur et un goût, donc elle n'est pas sécuritaire. De plus, en saison sèche, on abreuve du bétail aux mêmes sources qui desservent les humains, et cela augmente les risques de maladies hydriques telles que la dysenterie, la filariose lymphatique, la fièvre typhoïde et la diarrhée. 
Mbirikpa, comme tous les autres villages de la commune de Nwa, n'est pas électrifié.

## Commerce
Il n'y a pas de marché à Mbirikpa.

## Transports
Mbirikpa est située sur le long d'une route régionale. Celle-ci est en bon état, mais n'est pas pavée, comme toutes les routes de la commune de Nwa.

## Travaux publics et développements futurs
Selon le Plan de Développement Communal du Conseil de Nwa, écrit dans l'optique de faire du Cameroun une économie émergente en 2035, on prévoit la complétion des projets suivants à Mbirikpa :
- construire un système d'approvisionnement en eau pour Mbirikpa, Nking, Ngu et Nguri ;
- construire quatre classes à GS Mbirikpa ;
- donner des bourses (350 000 francs CFA par année pour cinq étudiants) pour aider des enfants pauvres ;
- construire un centre de santé ;
- construire un centre communautaire ;
- entretenir les routes allant au marché de Ngom ;
- créer des pépinières de 4 500 plants chacune (une d'acajou, une d'iroko, une de cyprès et une de manguier).